# 塞兰 (德国)
塞兰（德語：Seeland，發音：[ˈzeːlant] ⓘ）是德国萨克森-安哈尔特州萨尔茨兰县的城市，面积78.86平方千米，2023年12月31日人口为7,651人。该市镇于2009年7月15日由塞兰管理共同体的成员市镇腓特烈斯奥厄、弗罗瑟、霍伊姆、纳赫特施泰特和沙德莱本合并而成，仅加特斯莱本未合并。2010年9月1日，加特斯莱本并入塞兰。